# 卡梅涅茨-波杜爾斯基包圍戰

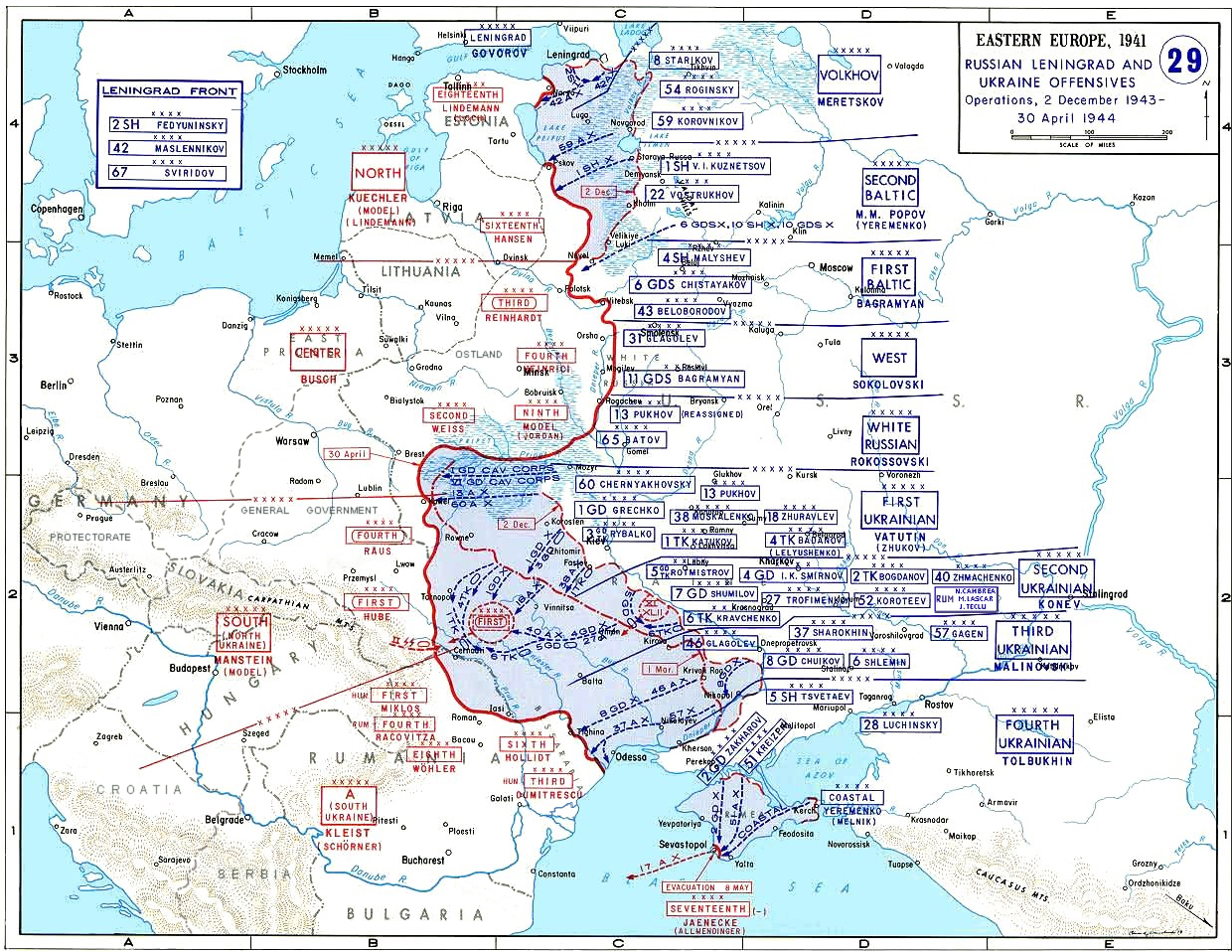
1943年12月至1944年4月東線戰場形勢

卡梅涅茨-波杜爾斯基包圍戰（德語：Kesselschlacht von Kamenez-Podolski），又稱胡貝口袋（德語：Hube-Kessel），是第二次世界大戰蘇德戰爭中的一場戰役，1944年3月，兩個蘇聯方面軍在德涅斯特河以北包圍了由漢斯-瓦倫丁·胡貝上將指揮的德國第1裝甲軍團，德軍於4月逃出包圍圈以避免人員損失但損失了很多重型裝備。

## 進攻
1944年2月中，德國第1裝甲軍團負責防守烏克蘭西北戰線，它剛剛完成了解救被包圍在科爾遜-契爾卡塞口袋內的兩個裝甲軍，因此其屬下的第3裝甲軍已經筋疲力竭。
1944年2月時，由漢斯-瓦倫丁·胡貝指揮的第1裝甲軍團包括4個軍，其中3個是裝甲軍（大約共20個師），連同直轄軍團的部隊，人數共超過200,000人，整個軍團直屬於由埃里希·馮·曼施坦因指揮的德國南方集團軍，消滅第1裝甲軍團可導致整個東南戰線崩潰。
蘇聯元帥格奧爾吉·康斯坦丁諾維奇·朱可夫明白到這一點及計劃發起進攻，他的計劃是一次聯合進攻，由他自己率領的烏克蘭第1方面軍及伊萬·科涅夫指揮的烏克蘭第2方面軍負責，這支巨大的兵力，超過9個軍將攻擊胡貝軍團的側翼及包圍它，最後再重複史達林格勒戰役，縮小包圍圈至完全消失，進攻行動在德軍的兩側展開。

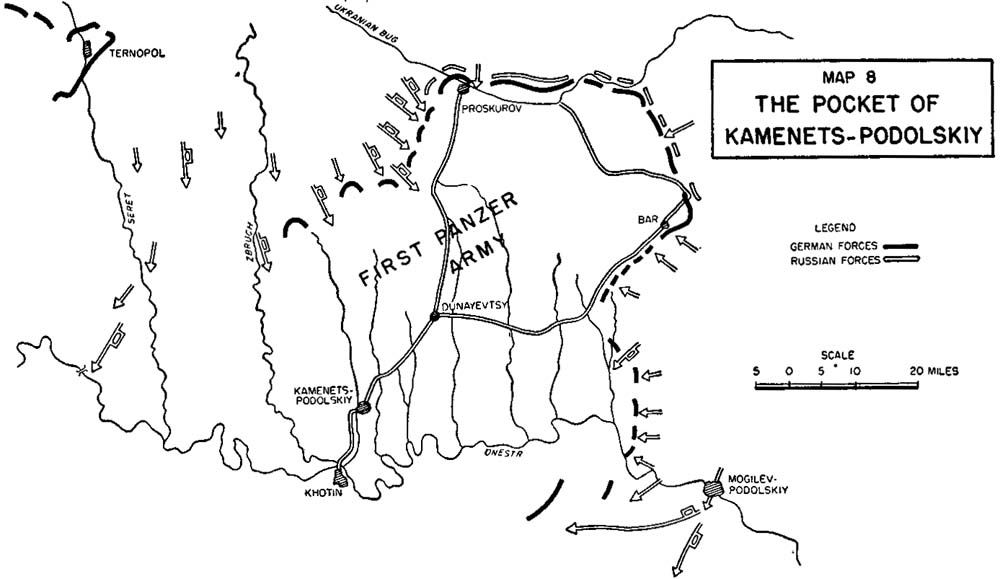
蘇聯紅軍的進攻導致包圍圈的形成

曼施坦因早已收到有關有大量蘇軍向胡貝的部隊附近移動的報告，但阿道夫·希特勒拒絕容許戰略性的撤退，因此可以做的非常少，蘇軍的進攻在3月初開始，當時朱可夫已代替尼古拉·費多羅維奇·瓦圖京指揮烏克蘭第1方面軍，蘇軍在人數及物資上的巨大優勢令胡貝將其部隊右翼撤退到德涅斯特河，雖然蘇軍經常進攻，此防線被堅守至3月底，1944年3月22日，5個蘇軍坦克軍攻破胡貝左翼的防線及在玆不魯克河和塞雷特河之間南下，直逼德涅斯特河北岸，企圖迂迴及包圍胡貝的軍團，步兵則跟隨其後以迅速填補坦克軍開拓出的走廊地帶。

## 包圍
胡貝及曼施坦因均意識到部隊有被包圍的危險正在發生。由於右翼是德湼斯特河，而左翼遭到俄軍的攻擊，第1裝甲軍團正在一個突出部中。曼施坦因要求批准將第1裝甲軍團撤退，但希特勒堅持其“不准撤退”的命令，因而拒絕其要求，數天內，朱可夫和科涅夫的部隊紛紛越過德湼斯特河，並且互相競爭，看誰能先完成包圍圈，1944年3月25日，胡貝的橋頭堡之最後一條對外通路遭到切斷。
整個第1裝甲軍團此時已被包圍在一個口袋中，以卡梅涅茨-波杜爾斯基市為中心，包圍圈中的德軍糧彈雖有兩週以上的存量，但所有車輛的燃油供應極度缺乏，德國空軍之空投工作受大風雪所阻，僅剩下戰鬥車輛仍能保持機動，與此同時，胡貝已下令各後勤單位南渡德涅斯特河，遠離蘇軍向東的主要進攻方向，朱可夫看到這個南移的行動，斷定胡貝正向南全面突圍撤退，朱可夫抽調正在迂迴敵人的單位，將其移到包圍圈的南面，當胡貝真正企圖往南硬闖時，他將會一頭撞上由蘇軍火砲構成的銅牆鐵壁。

## 胡貝的防禦
胡貝立刻下令收縮口袋以利防禦，在蘇軍即將完成包圍之前，胡貝要求上級准其進行機動防禦，但該請求被立即拒絕，而一俟被敵人完成包圍，狀況突變，降下大雪意味來自空投的微量補給不足以維持戰鬥力；比鄰的德國第8軍團和第4裝甲軍團則無法從事一個全力的救援。　蘇軍送出一個簡短的最後通牒：
投降，否則不收口袋內任何一個德軍作俘虜。
胡貝迅速採取措施，他重組包圍圈內的兵力，將手中4個軍解散，改編成3個軍級戰鬥群，原德國第46裝甲軍軍長漢斯·高力克指揮高力克戰鬥群；原德國第3裝甲軍軍長赫爾曼·布賴特指揮布賴特戰鬥群；原德國第59軍軍長喀特·馮·挈瓦爾雷瑞指揮挈瓦爾雷瑞戰鬥群。
與此同時，曼施坦因與希特勒發生激烈爭辯，認為被包圍的軍隊應嘗試突圍，並另外派出一支營救部隊前往接應，希特勒終於讓步，下令胡貝準備突圍行動，但突圍方向的決定又有困難，胡貝企圖向南越過德涅斯特河進入羅馬尼亞，曼施坦因則認為，這樣一來將從他手上剝奪一個急需的裝甲軍團，因為之後要再將其從羅馬尼亞調回其建制恐怕大不容易，這時，單薄的匈牙利第7軍此刻正在卡梅涅茨-波杜爾斯基口袋以西地區苦撐，一個向西的進攻幾乎立即可使第1裝甲軍團重回到德軍防線，因此，曼施坦因下令胡貝向該方向突圍以增援匈牙利人。
胡貝的部隊將向特洛普方向移勳，在該處，保羅·豪塞爾之武裝親衛隊第2裝甲軍將與第1裝甲軍團會師，卡梅涅茨-波杜爾斯基與特洛普之間距離超過150英哩（250公里），同時還要渡過數條河流與穿越泥濘地帶，除此之外，胡貝預計其西面將是遭遇敵人最堅強抵抗之所在地，因此他下令部隊組成兩個縱隊，準備向西前進。

## 突圍

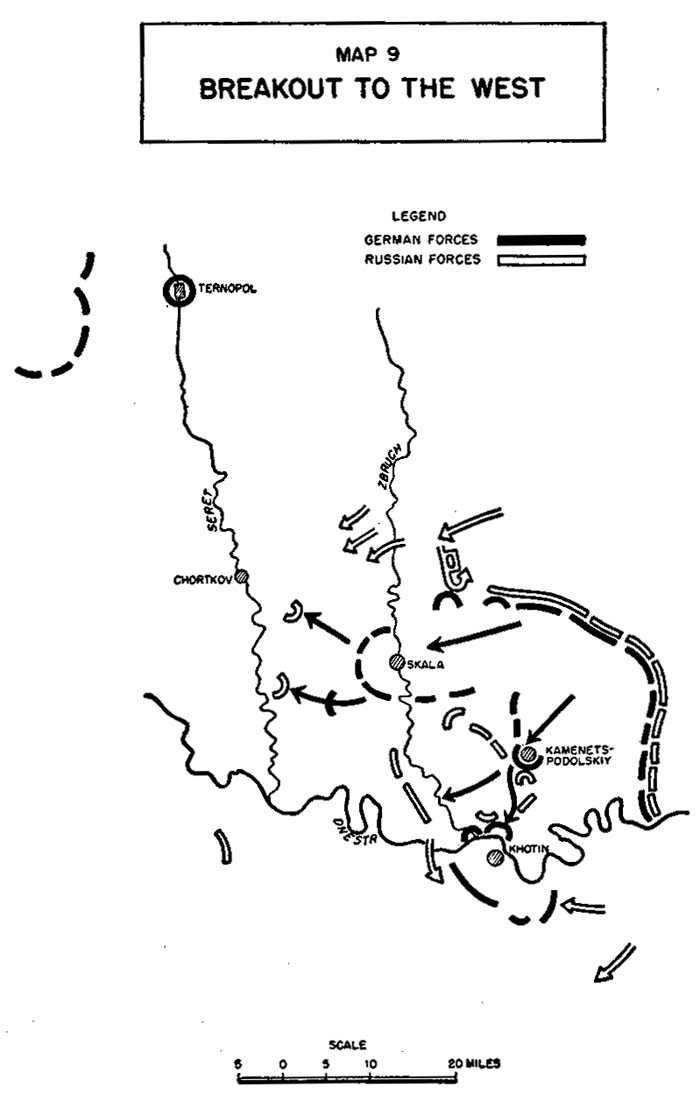
德軍向西突圍

1944年3月27日，胡貝的先頭部隊向玆不魯克河方向西移，與此同時，后衛部隊也開始撤退，200,000大軍開始移動，攻擊行動進展順利，北翼縱隊迅速奪取玆不魯克河上3座完整的橋樑，然而南翼縱隊因遭到蘇軍逆襲並被其突入包圍圈內，而對方佔領了卡梅涅茨-波杜爾斯基，此一主要鐵路及公路樞紐的喪失，意味撤退之德軍不得不繞路，使行軍變成蝸行，很快地，德軍的反逆襲行動切斷了城中蘇軍之交通線，而使本身行動恢復正常。德軍夜以繼日地撤退，包圍圈貌似一個滾動的口袋。很快地，塞雷特河西岸出現了德軍的橋頭堡。
3月30日，曼施斯因被德意志國防軍最高統帥部通知他已被解除南方集團軍的指揮職務，他與元首之間以往所發生的種種激烈爭論終究沒有被忘記，胡貝此後完全靠他自己了。

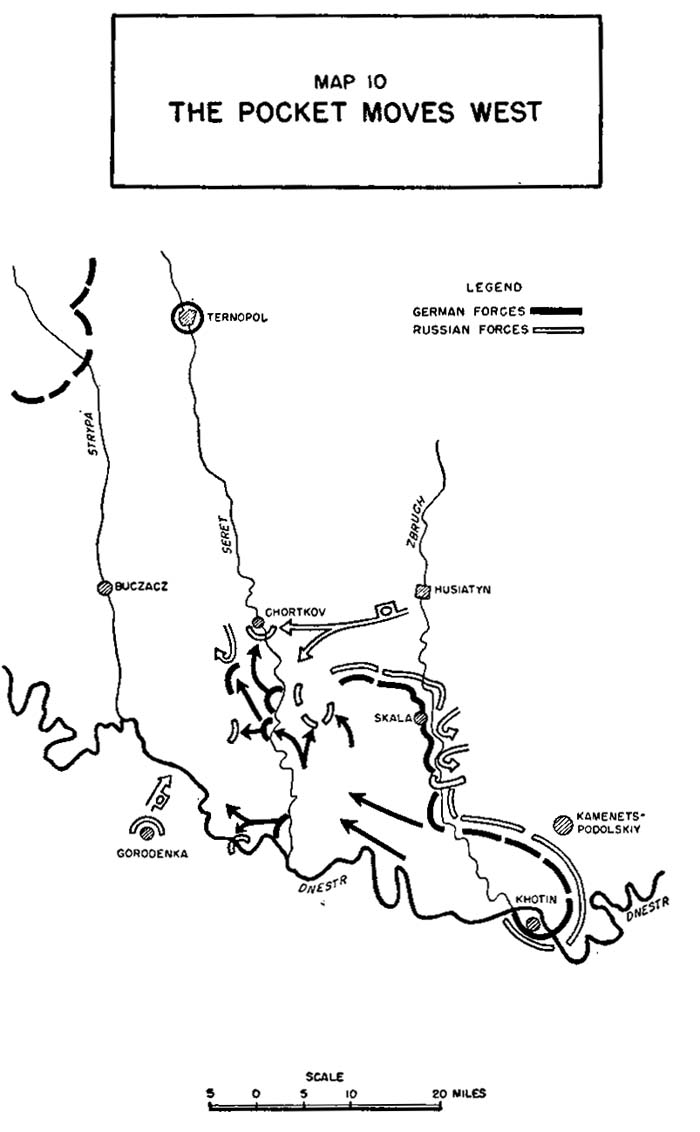
蘇軍阻止突圍

翌日蘇軍終於反攻，一支屬蘇軍第4坦克軍團的強大裝甲兵力在玆不魯克河和塞雷特河之間朝北襲擊德軍，然而胡貝南翼之矛頭亦轉向其背後而迫其停止攻勢切斷敵人的補給線及使第4坦克軍團的T-34坦克陷於癱瘓，儘管朱可夫已正視敵人向西突圍之事實，他卻未力阻德軍逃跑，後者的往特洛普之路仍大大向其敞開。

## 逃脫
儘管大雪紛飛、補給偏低及已被完全包圍的諸般事實，胡貝所部連續不間歇的運動意味包圍圈內的昏燒熱症狀尚未發作。部隊仍保持嚴整紀律，幾乎無人開小差。遠不同於曾發生在史達林格勒和科爾遜包圍圈內的驚惶狀況。
4月5日，其南北兩路縱隊之矛頭均達斯特雷帕河畔，4月6日，在巴克札克玆附近，它們與豪塞爾的武裝親衛隊第2裝甲軍矛頭會合，在過去兩個星期以上的戰鬥中，雖然面對惡劣天候與補給不足的不利情況下，第1裝甲軍團仍殺出重圍，僅遭受微量傷亡，該軍團被立刻送往火線，在德涅斯特河和布羅迪之間佔領陣地，建立防線。在兩個星期的逃跑過程中，胡貝手下共擊毀蘇軍坦克357輛，突擊砲42輛及各類火砲280門，以及造成敵攻擊部隊之嚴重傷亡，曼施坦因的敏捷思維，加上胡貝在作戰層次上的規劃能力和技巧，造成200,000大軍擺脫史達林格勒噩運的籠罩，但雖然胡貝所部仍維持紀律，保持了個人武器，但僅有45輛裝甲車輛得以一同逃出，儘管逃脫時的傷亡率偏低，胡貝的第1裝甲軍團已不能再參與大規模的攻擊行動，而需要徹底的整補。
卡梅涅茨─波杜爾斯基口袋戰役至今仍被全球各軍校當作部隊受困口袋之際如何避免被殲的研究範例。

## 損失
第1裝甲軍團於1944年3月戰役時的編制
- 第1裝甲軍團
  - 直屬
    - 第1裝甲師
    - 第17裝甲師

  - 第3裝甲軍
    - 第16裝甲師
    - 第11裝甲師
    - 武裝親衛隊第1裝甲師阿道夫希特勒衛隊戰鬥群
    - 第249突擊砲旅
    - 貝克重裝甲團
    - 第509重戰車營

  - 第59軍
    - 第96步兵師
    - 第291步兵師
    - 第6裝甲師
    - 第19裝甲師
    - 武裝親衛隊第2裝甲師帝國戰鬥群
    - 第276突擊砲旅
    - 第280突擊砲旅
    - 第616重戰車獵兵營
    - 第88重戰車獵兵營
    - 第509重戰車獵兵營

  - 第24裝甲軍
    - 第25裝甲師殘部
    - 第20戰車獵兵師
    - 第168步兵師
    - 第208步兵師
    - 第371步兵師
    - 第300突擊砲旅
    - 第731重戰車獵兵營
    - 第473摩托車營

  - 第46裝甲軍
    - 第1步兵師
    - 第82步兵師
    - 第75步兵師
    - 第254步兵師
    - 第101獵兵師
    - 第18砲兵師
    - 第300突擊砲營

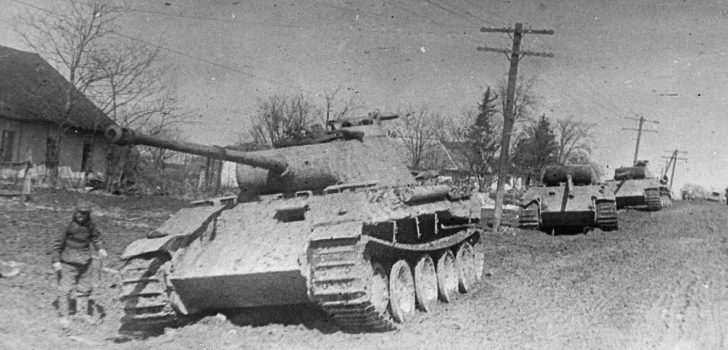
丟棄在普羅斯克洛夫（今烏克蘭赫梅利尼茨基）的德軍坦克

突围时及突围后，第1装甲集团军在人员和物资方面的战斗力均大幅下降，随后其所有师都被认为只能进行有限的防御行动或不再适合进行有限的防御行动。根据陆军管理部门以及下属军和师的报告，已投入使用。
1944年4月5日，即与德国救援部队重新建立第一次接触的前一天，由保罗·豪塞尔率领的从法国抵达的党卫军第2装甲军带头，第1装甲集团军的战争日记最高指挥部报告了其各师的以下状况：

由于集团军领导层必须期望在尽可能短的时间内与豪塞尔军建立联系，因此它关心的问题是，在与党卫军联系后，仍然可以向第1装甲集团军的疲惫师分配哪些任务？因此，集团军正在向各军群询问各师的现状。

在发给集团军群的无线电消息中，集团军请求指示，确定建立联系后豪塞尔军团将承担哪些进一步任务，以及将分配给集团军哪些任务。 由于物资和人员状况的原因，第1、第68、第75、第82、第96、第254、第291步兵师、第18炮兵师、党卫军阿道夫·希特勒警卫旗队战斗群、帝国和第11装甲师肯定已经无法作战。 由于重武器、火炮原动机和大部分补给设施损失，加上战斗力低下，其他师的作战能力也十分有限，急需休整整顿，然后才能决定性的新行动。